# Nobelbanan
Nobelbanan är en föreslagen järnväg mellan Kristinehamn och Örebro, via Karlskoga och parallellt med Europaväg 18, som har utretts av Trafikverket.

## Bakgrund
Trafikverket bedömde 2010 att den kan komma att byggas under perioden 2020–2030, men den är 2020 inte med i någon plan för byggstart före 2030. Den skulle minska restiden Karlstad–Örebro från dagens 1 timme och 35 minuter (med buss) till 45 minuter. Restiden Karlstad–Stockholm, idag cirka 2 timmar och 30 minuter (SJ Snabbtåg à sex turer per dag i varje riktning) skulle minskas med ett fåtal minuter, beroende på vad som görs med sträckan Örebro–Västerås–Stockholm. Det antas att sträckan Örebro–Västerås måste byggas ut till dubbelspår för att ge tillräcklig mening, annars minskas inte restiderna särskilt mycket, förutom då lokalt till/från Örebro och Karlskoga.
En ytterligare fördel är att tågen Stockholm–Oslo kan köra genom den tätbefolkade Mälardalen istället för på Västra stambanan och få ett större passagerarunderlag vilket kan leda till större turtäthet.
Nobelbanan skulle också bidra till regionförstoring för Värmland och Närke. Det finns protester mot dragningen genom Lanna tätort som syftar till att ha en station för lokaltåg där, den enda i Lekebergs kommun. Många som ändå bara åker bil är oroliga för buller och anser sig inte behöva någon station eller kan ha den utanför tätorten vid E18.

## Stationer längs med den föreslagna sträckningen
- Örebro centralstation
- Lanna station - planerad[4]
- Karlskoga station - planerad, föreslås ligga cirka 4 km söder som Karlskoga centrum, norr om Degerfors intill samhällena Äspenäs och Finnebäck. [5][6]
- Kristinehamns station